# Jack Dempsey (rugby à XV)
Pour les articles homonymes, voir Dempsey.

a Compétitions nationales et continentales officielles uniquement.

b Matchs officiels uniquement.
Dernière mise à jour le 27 juin 2024.
John Francis Dempsey, plus connu sous le nom de Jack Dempsey, né le 12 avril 1994 à Sydney (Australie), est un joueur international australien, puis international écossais de rugby à XV évoluant au poste de troisième ligne aile ou troisième ligne centre. Il joue avec la province écossaise des Glasgow Warriors en United Rugby Championship depuis 2021.

## Carrière

### En club
Jack Dempsey commence sa carrière professionnelle en 2013 avec le club de Gordon RFC qui dispute le Shute Shield (championnat de la région de Sydney), tout en suivant en parallèle des études à l'université de Université technologique de Sydney. Pouvant jouer à tous les postes de la troisième ligne, il réalise de bonnes performances et il est alors considéré comme un grand espoir du rugby australien. Lors de la saison 2015, il marque 13 essais en autant de match disputés.
En 2014, il est retenu avec l'équipe des North Harbour Rays (futurs Sydney Rays) pour disputer le NRC.
En 2015, il fait ses débuts en Super Rugby avec la franchise des Waratahs. Après une première saison d'adaptation (3 matchs), il devient un cadre de son équipe dès sa deuxième saison au club,. En octobre 2017, il subit une grave blessure qui lui fait manquer l'intégralité de la saison 2018 de Super Rugby, et il ne fait son retour à la compétition qu'en septembre 2018 en NRC,. En novembre 2018, il prolonge son contrat avec les Waratahs et la fédération australienne jusqu'en 2020.
En 2021, il décide de rejoindre l'United Rugby Championship et la province écossaise des Glasgow Warriors,.
Durant la saison 2022-2023, son équipe atteint la finale de Challenge Cup où elle affronte le RC Toulon. Pour cette rencontre, il est titulaire en troisième ligne aux côtés de Sione Vailanu et Matt Fagerson ; son équipe est cependant battue sur le score de 43 à 19,. La même saison, il prolonge son contrat avec Glasgow jusqu'en 2025.
En 2023-2024, les Glasgow Warriors se qualifient en finale du championnat après avoir éliminé le Munster en demi-finale. En finale contre les Bulls, Jack Dempsey est titulaire en troisième ligne avec Matt Fagerson et Rory Darge et son équipe s'impose 21 à 16, remportant la compétition pour la deuxième fois de son histoire après 2015,.

### En équipe nationale
Jack Dempsey joue avec l'équipe d'Australie des moins de 20 ans lors des championnats du monde junior 2013 et 2014,,
Il est sélectionné pour la première fois avec les Wallabies en juin 2017 par le sélectionneur Michael Cheika.
Il obtient sa première cape internationale avec l'équipe d'Australie le 24 juin 2017 à l'occasion d'un test-match contre l'équipe d'Italie à Brisbane.
Il manque le Rugby Championship 2018 à cause de sa blessure subie en octobre de l'année précédente, et fait son retour contre le pays de Galles lors de la tournée de novembre 2018,.
En août 2019, il est sélectionné dans le groupe australien pour disputer la Coupe du monde au Japon. Il dispute deux matchs de poule lors de la compétition, contre l'Uruguay et la Géorgie.
En octobre 2022, Dempsey profite des changements des règles d'éligibilité en équipe nationale pour représenter l'Écosse, dont est originaire son grand-père. Il obtient sa première sélection le 29 octobre 2022 contre son pays de naissance, l'Australie.
Le 16 août 2023, il est annoncé au sein de la liste définitive des 33 joueurs convoqués par Gregor Townsend pour disputer la Coupe du monde 2023. Il joue trois des quatre matchs de son équipe, tous en tant que titulaire au poste de numéro 8,. Son équipe, placée dans une poule difficile avec l'Irlande et l'Afrique du Sud, est éliminée à l'issue de la phase de poule.

## Palmarès

### En club
- Finaliste de la Challenge Cup en 2023 avec les Glasgow Warriors.
- Vainqueur du United Rugby Championship en 2024 avec les Glasgow Warriors.

## Statistiques

### En équipe d'Australie
Jack Dempsey compte 14 capes en équipe d'Australie, dont 9 en tant que titulaire, depuis le 24 juin 2017 contre l'équipe d'Italie à Brisbane. Il a inscrit un essai (5 points).
Il participe à deux éditions du Rugby Championship, en 2017 et 2019. Il dispute cinq rencontres dans cette compétition.

### En équipe d'Écosse
Jack Dempsey compte 20 capes en équipe d'Écosse, dont 13 en tant que titulaire, depuis le 29 octobre 2022 contre l'Australie à Murrayfield. Il a inscrit un essai (5 points).
Il participe à deux éditions du Tournoi des Six Nations, en 2023 et 2024. Il dispute dix rencontres dans cette compétition.